# Hvizdava, Berdîciv
Hvizdava (în ucraineană Гвіздава) este un sat în comuna Reia din raionul Berdîciv, regiunea Jîtomîr, Ucraina.

## Demografie
Componența lingvistică a localității Hvizdava
     Ucraineană (100%)
Conform recensământului din 2001, toată populația localității Hvizdava era vorbitoare de ucraineană (100%).